# 홍채 인식

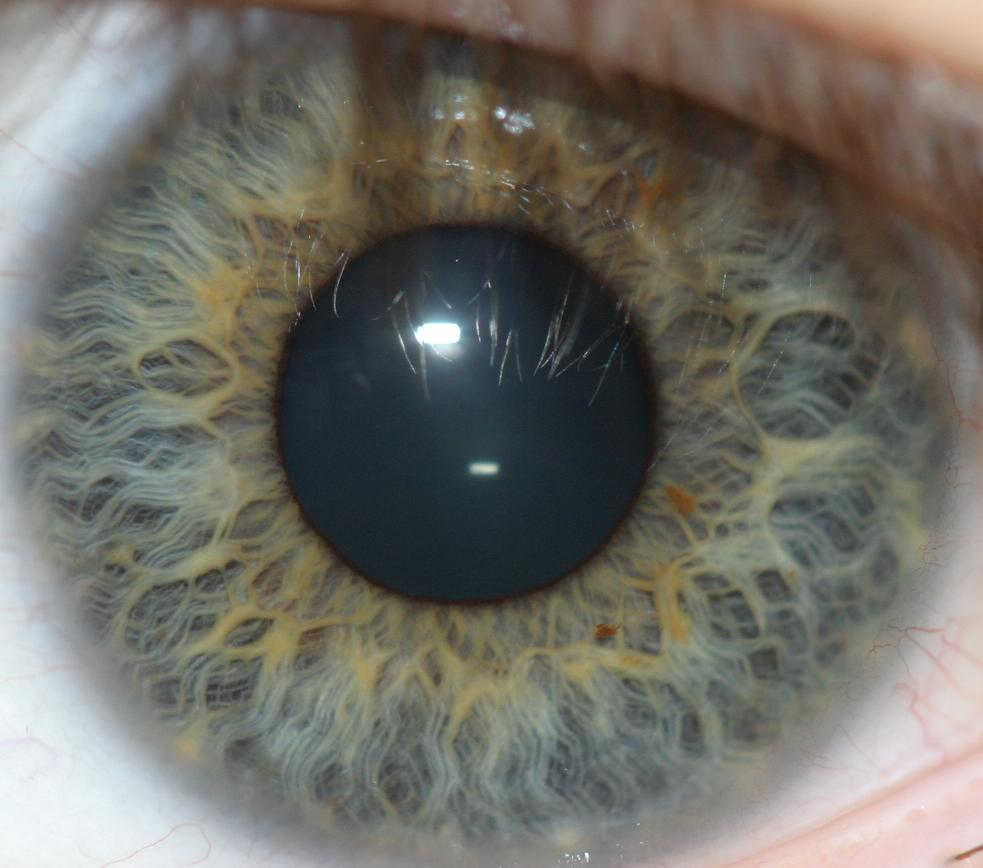
홍채 인식 생체 시스템은 수학적 패턴 인식 기법을 사람 눈의 홍채의 상에 적용한다.

홍채 인식(虹彩認識, iris recognition)은 사람의 눈 두 쪽 또는 한 쪽의 상에 대해 수학적 패턴 인식 기술을 사용하는 자동화된 생체 식별 방식으로, 복잡한 패턴이 고유하고 안정적이며 일정한 거리에서 관찰이 가능하다.
망막 인식은 인체의 고유한 망막 혈관을 사용하는 접안 기반의 생체 기술로서, 홍채 인식과 혼동될 수 있다. 홍채 인식은 근적외선 조명 기능을 갖춘 비디오 카메라 기술을 사용하여 바깥에서 보이는 세세하고 복잡한 구조의 홍채의 상을 취득한다. 수학적, 통계적 알고리즘을 통해 이러한 패턴으로부터 인코딩된 디지털 템플릿들은 개인의 식별을 허용한다. 등록된 템플릿 데이터베이스는 매처(matcher) 엔진을 통해 CPU 당 초당 수백만 개의 템플릿 내에서 측정되는 속도로 검색되며 오진 인식율은 상당히 낮은 편이다.

## 역사
홍채 인식을 수행하기 위한 최초의 실질적 알고리즘의 개발과 특허는 존 더그먼에게 주어졌고 그에 대한 최초의 논물을 게시하고 최초로 증명을 하였으나 이 발명에 기반한 개념은 그 역사가 훨씬 더 길며 오늘날 다른 수많은 과학 기여자들로부터 도움을 받았다. 1953년 한 의학 교과서에서 F.H. 애들러는 다음과 같이 언급하고 있다: "실제로, 홍채의 표시는 매우 독특한데 식별의 수단으로서 지문 대신 사진을 사용하는 것으로 제안되었기 때문이다."

## 같이 보기
- 카드 리더
- 지문 인식
- 삼성 갤럭시 S8